# لین ویس
لین ویس (انگلیسی: Lynn Weis؛ زادهٔ ۲۶ ژوئن ۱۹۹۳) بازیکن فوتبال اهل لوکزامبورگ است.
وی همچنین در تیم ملی فوتبال Luxembourg بازی کرده‌است.